# Santa Catarina (Nuevo León)
Santa Catarina, cuyo nombre completo es Ciudad Santa Catarina, es una ciudad mexicana ubicada en el estado de Nuevo León, cabecera del municipio de Santa Catarina. Forma parte de la Zona Metropolitana de Monterrey.
Santa Catarina toma su nombre en honor a la santa católica Catalina de Alejandría. Patrona de los filósofos, estudiantes, maestros y predicadores. La ciudad se encuentra ubicado a 9 km al poniente de Monterrey encontrándose dentro de las coordenadas: norte  25º45', sur 25° 25' latitud norte; 100° 43' al oeste y al este 100º 14' longitud oeste a una altitud de 680 metros sobre el nivel del mar.

## Historia

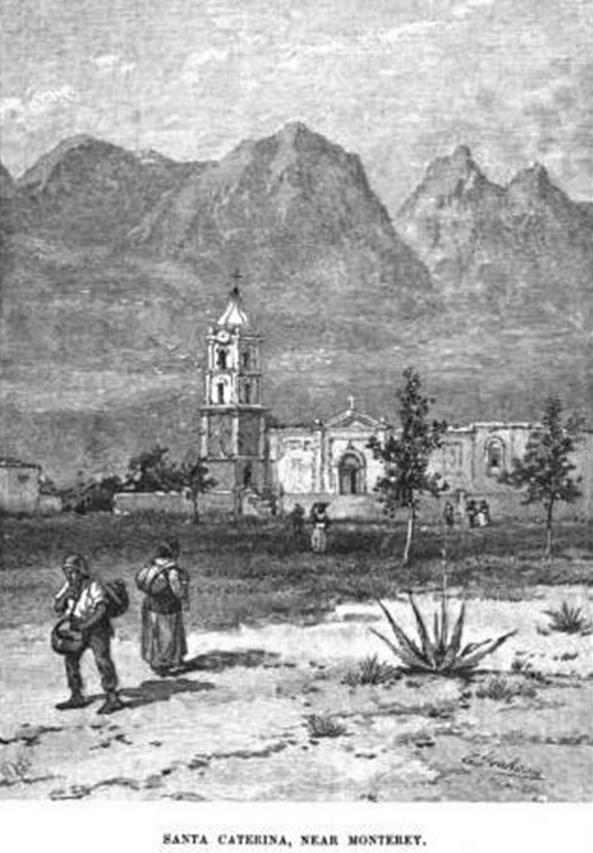
Santa Catarina en un grabado de 1890.

El nombre del municipio proviene de la santa católica Catalina de Alejandría. Santa Catarina tiene su origen en 1577, cuando Alberto del Canto dejó una estancia, cuyo propósito principal fue de servir como un lugar de descanso entre los viajes de Monterrey a Saltillo. Amparado en las Cortes de Cádiz, en 1820 comienza a tener su primer cabildo encabezado por Joaquín García, llamándose Valle de Santa Catarina y desde 1861 se le denominó villa. El 20 de noviembre de 1977 fue elevada a la categoría de ciudad.

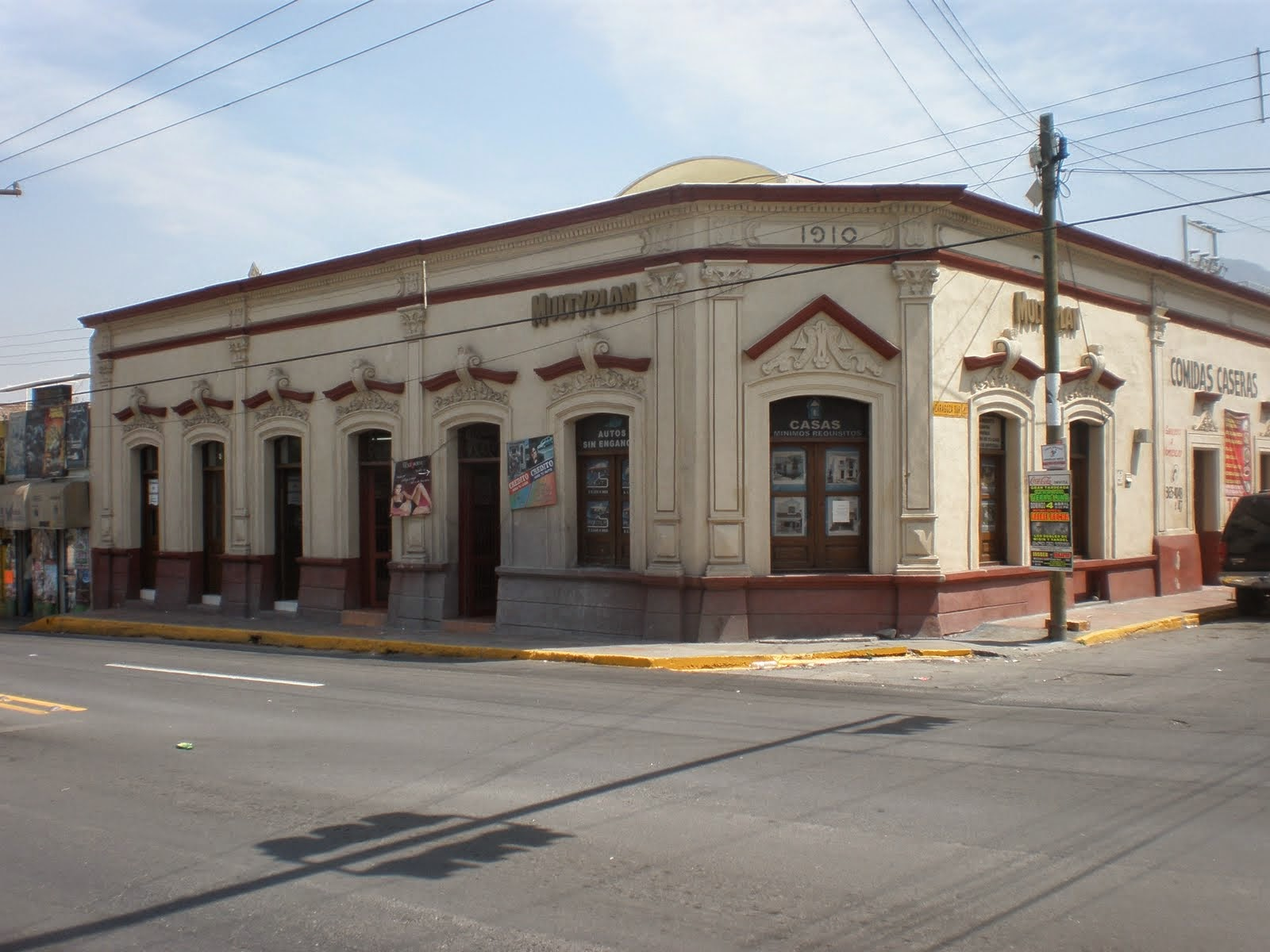
Foto de la casa de cultura del municipio de Santa Catarina.

El fundador de Monterrey, Diego de Montemayor, le otorgó al capitán Lucas García la propiedad de las aguas y tierras. La fecha de este suceso fue le 20 de noviembre de 1596 y la zona paso a llamarse Hacienda de Santa Catalina. Al pasar el tiempo la pronunciación se americanizó, pasando de ser Santa Catalina a Santa Catarina.

## Demografía
De acuerdo con el censo de población del año 2020 del Instituto Nacional de Estadística y Geografía (INEGI), en Santa Catarina hay un total de 304 052 habitantes, 151 417 hombres y 152 635 mujeres.

### Viviendas
De acuerdo con el censo de población del año 2020, en Santa Catarina hay un total de 89 573 viviendas particulares, de éstas 82 189 están habitadas, 7 384 están inhabitadas, 81 375 disponen de energía eléctrica, 81 265 disponen de baño, y 81 223 disponen de drenaje.

### Evolución demográfica
| Gráfica de evolución de Santa Catarina entre 1900 y 2020 |
|                                                          |
| Fuente: Instituto Nacional de Estadística y Geografía    |

## Geografía

### Ubicación
Santa Catarina se sitúa dentro del municipio de Santa Catarina, en el oeste del estado de Nuevo León. Se encuentra en las coordenadas 25°40′28″N 100°27′42″O / 25.67444, -100.46167, a una altura media de 675 metros sobre el nivel del mar.

### Clima
Santa Catarina tiene un clima semiseco. Tiene una temperatura media anual de 21.1 °C y una precipitación anual de 400.6 milímetros cúbicos.
| Parámetros climáticos promedio de Santa Catarina, Nuevo León | Parámetros climáticos promedio de Santa Catarina, Nuevo León | Parámetros climáticos promedio de Santa Catarina, Nuevo León | Parámetros climáticos promedio de Santa Catarina, Nuevo León | Parámetros climáticos promedio de Santa Catarina, Nuevo León | Parámetros climáticos promedio de Santa Catarina, Nuevo León | Parámetros climáticos promedio de Santa Catarina, Nuevo León | Parámetros climáticos promedio de Santa Catarina, Nuevo León | Parámetros climáticos promedio de Santa Catarina, Nuevo León | Parámetros climáticos promedio de Santa Catarina, Nuevo León | Parámetros climáticos promedio de Santa Catarina, Nuevo León | Parámetros climáticos promedio de Santa Catarina, Nuevo León | Parámetros climáticos promedio de Santa Catarina, Nuevo León | Parámetros climáticos promedio de Santa Catarina, Nuevo León |
| Mes                                                          | Ene.                                                         | Feb.                                                         | Mar.                                                         | Abr.                                                         | May.                                                         | Jun.                                                         | Jul.                                                         | Ago.                                                         | Sep.                                                         | Oct.                                                         | Nov.                                                         | Dic.                                                         | Anual                                                        |
| ------------------------------------------------------------ | ------------------------------------------------------------ | ------------------------------------------------------------ | ------------------------------------------------------------ | ------------------------------------------------------------ | ------------------------------------------------------------ | ------------------------------------------------------------ | ------------------------------------------------------------ | ------------------------------------------------------------ | ------------------------------------------------------------ | ------------------------------------------------------------ | ------------------------------------------------------------ | ------------------------------------------------------------ | ------------------------------------------------------------ |
| Temp. máx. abs. (°C)                                         | 35.0                                                         | 39.0                                                         | 40.0                                                         | 43.0                                                         | 49.0                                                         | 45.0                                                         | 46.0                                                         | 42.0                                                         | 41.0                                                         | 40.0                                                         | 39.2                                                         | 38.3                                                         | 49.0                                                         |
| Temp. máx. media (°C)                                        | 19.0                                                         | 21.5                                                         | 25.5                                                         | 28.8                                                         | 31.1                                                         | 32.3                                                         | 32.6                                                         | 32.8                                                         | 29.7                                                         | 26.1                                                         | 22.4                                                         | 19.2                                                         | 26.7                                                         |
| Temp. media (°C)                                             | 13.3                                                         | 15.4                                                         | 19.0                                                         | 22.6                                                         | 25.3                                                         | 27.0                                                         | 27.2                                                         | 27.2                                                         | 24.9                                                         | 21.0                                                         | 16.9                                                         | 13.6                                                         | 21.1                                                         |
| Temp. mín. media (°C)                                        | 7.6                                                          | 9.2                                                          | 12.5                                                         | 16.5                                                         | 19.5                                                         | 21.6                                                         | 21.8                                                         | 21.7                                                         | 20.1                                                         | 16.0                                                         | 11.4                                                         | 8.0                                                          | 15.5                                                         |
| Temp. mín. abs. (°C)                                         | -5.0                                                         | -3.0                                                         | 0.0                                                          | 5.0                                                          | 7.0                                                          | 11.0                                                         | 5.5                                                          | 13.0                                                         | 3.0                                                          | 1.0                                                          | -1.0                                                         | -4.0                                                         | -5.0                                                         |
| Precipitación total (mm)                                     | 12.6                                                         | 11.1                                                         | 8.5                                                          | 17.1                                                         | 32.1                                                         | 41.5                                                         | 25.3                                                         | 54.9                                                         | 127.4                                                        | 42.7                                                         | 14.8                                                         | 12.5                                                         | 400.5                                                        |
| Días de precipitaciones (≥ 1 mm)                             | 2.6                                                          | 2.4                                                          | 2.1                                                          | 3.2                                                          | 3.8                                                          | 3.8                                                          | 2.8                                                          | 4.2                                                          | 7.2                                                          | 4.8                                                          | 3.0                                                          | 2.3                                                          | 42.2                                                         |
| Fuente: Servicio Meteorológico Nacional                      |                                                              |                                                              |                                                              |                                                              |                                                              |                                                              |                                                              |                                                              |                                                              |                                                              |                                                              |                                                              |                                                              |

## Educación
Santa Catarina cuenta con 165 escuelas de educación preescolar, 23 del sistema federal, 10 del estatal y 6 particulares. De primaria 69, 21 estatales y 5 particulares. Hay 22 secundarias comprendiendo la federal.  

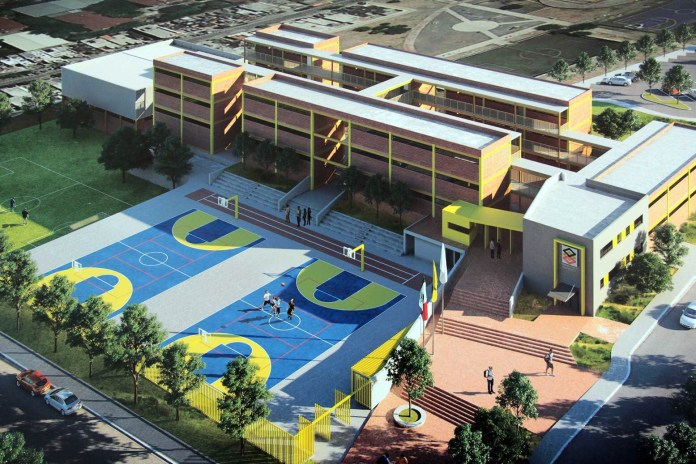
Futura prepa Politécnica en Santa Catarina

## Actividades económicas

### Mercado de Abastos
Cuenta con tres centros comerciales de conveniencia, una central de abastos y mercado sobre ruedas que surten las necesidades de la población.

### Medios de comunicación
Cuenta con periódico tabloide mensual denominado el Santacatarinense, la revista interview y la Voz del Poniente.banda 93.3

### Industria
Es la principal actividad del municipio y se encuentra dentro del área urbana con giros de producción de impermeabilizantes, pinturas, climas, cerámicas, productos químicos, fundidoras de hierro y aluminio, inyectoras de plástico, transformadores, implementos agrícolas, que dan un total de 300 industrias. Hay también dos plantas de Pemex. 

### Comercio
El municipio tiene tiendas de ropa, muebles, ferreterías, materiales de construcción se encuentran distribuidas en el área urbana.

## Cultura

### Monumentos históricos
Registra en el catálogo del INAH 13 construcciones del siglo XIX. El templo Santa Catarina Mártir en el casco municipal, el templo San Vicente de Paúl y la fábrica textil La Fama de Nuevo León. Existen tumbas de dos pioneros de la industria Roberto Law y Ezequiel Steele en el panteón San Juan en la cabecera municipal, también el Castillo de la cultura en la Loma de la Cruz y el monumento al libertador General Francisco Morazán construido en 1944 sobre las casi ruinas de la capilla dedicada a la Virgen de Guadalupe. 

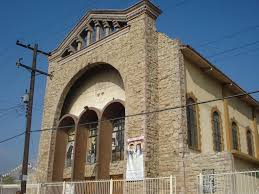
Templo San Vicente

### Museos

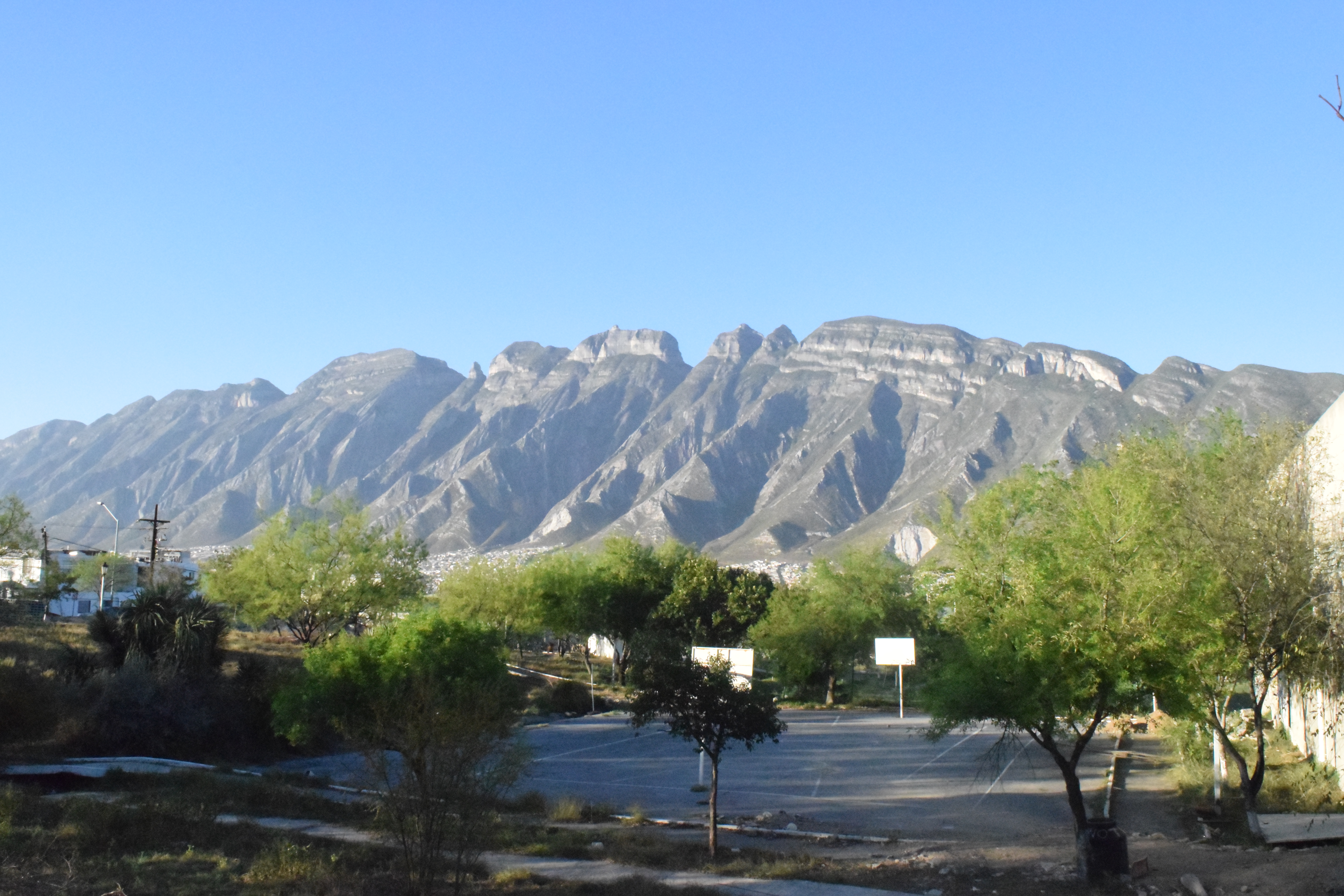
Cerro de las Mitras

La Casa de la Cultura Efraín Días de la Garza en La Fama y se contempla el Castillo en el casco municipal con exposiciones temporales. Es una antigua construcción que data de 1870, El Blanqueo, en La Fama, donde se formó un Patronato.

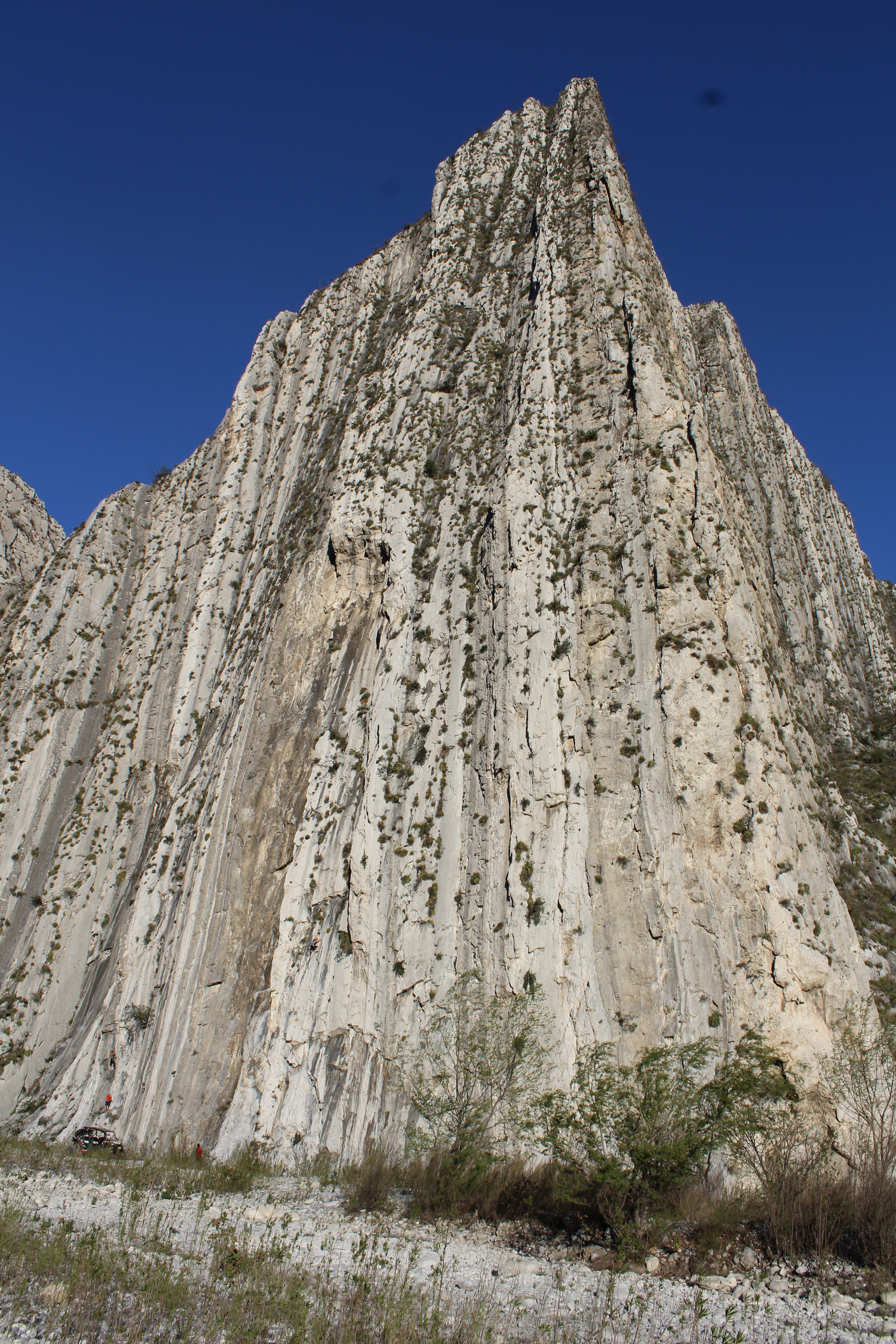
Huasteca de Santa Catarina

## Tradiciones religiosas
25 de noviembre, día de la fiesta patronal en la parroquia principal de Santa Catarina Martir.

## Comida típica
La comida típica es el cabrito en diferentes modalidades, machacado, carne asada, frijoles a la charra. Se elaboraba turco redondo con pasas, coco y nuez con un dulce de leche de cabra de la desaparecida Lactina 

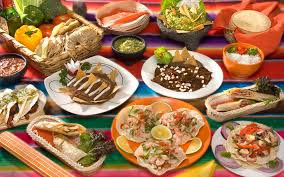
Comida típica del lugar.